# Barca sagrada

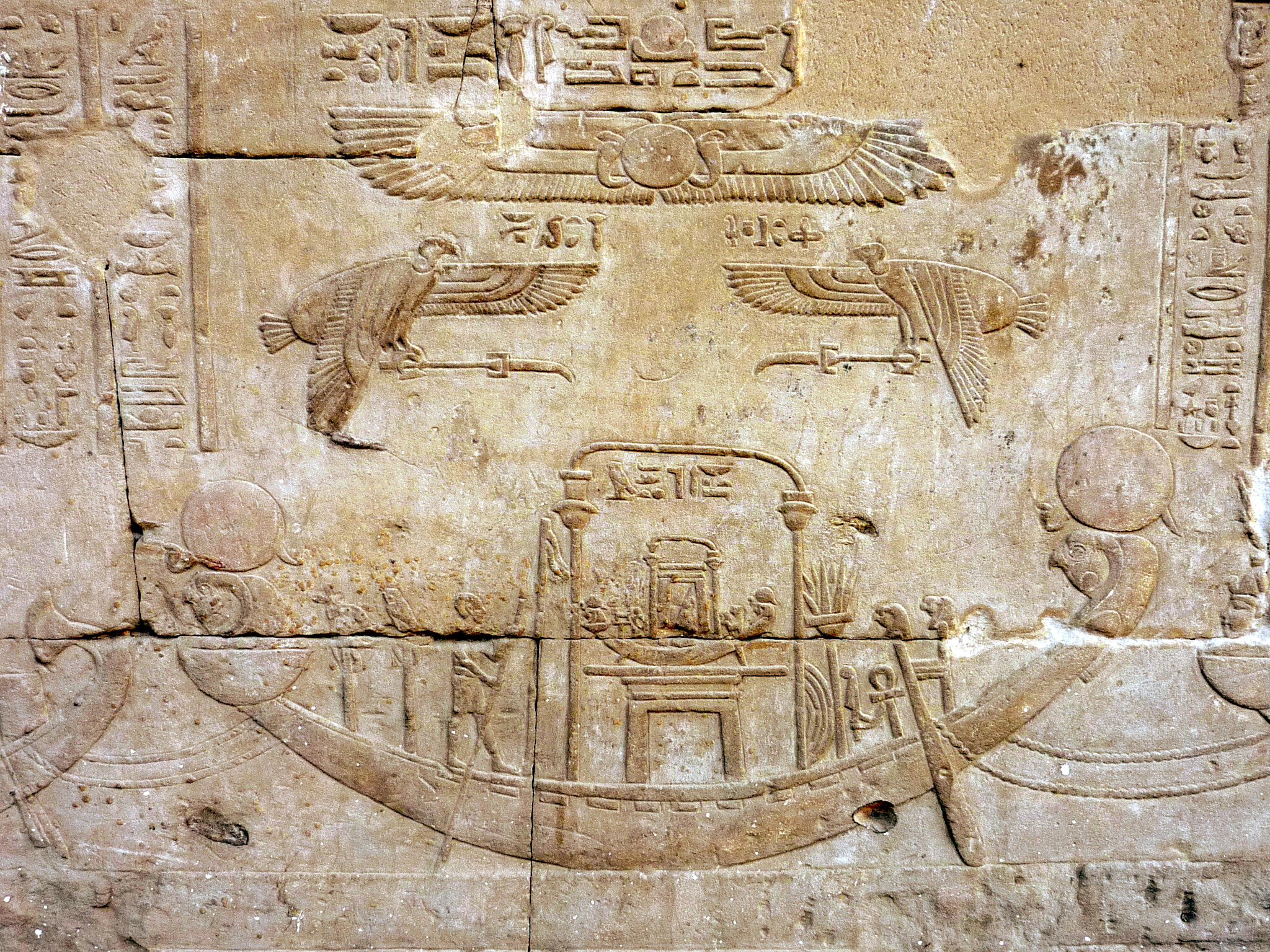
Gran barca transportando la barca sagrada de Horus de Edfu.

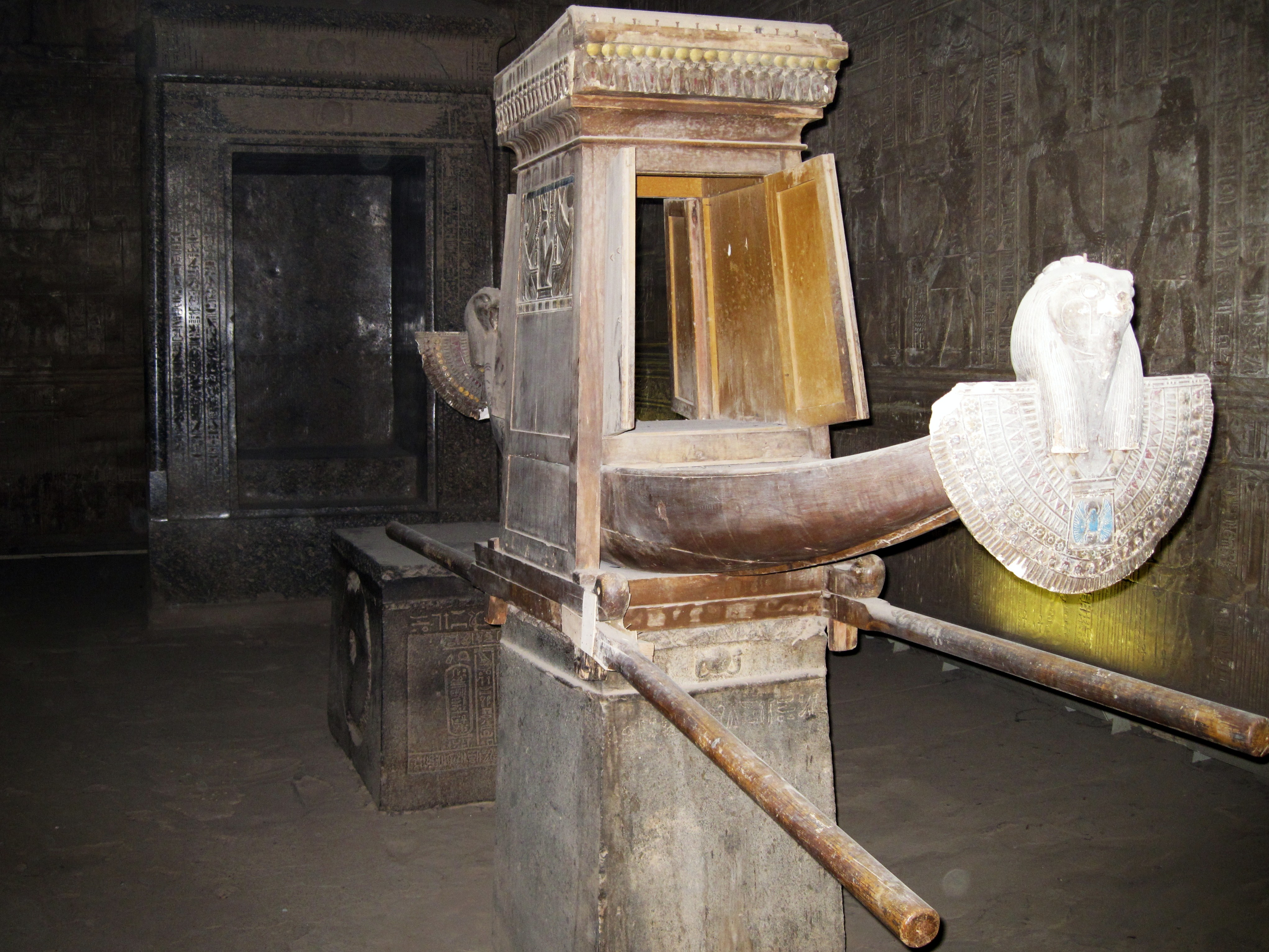
Barca sagrada de Horus. Templo de Edfu.

Una barca sagrada, en el Antiguo Egipto, era un barco fluvial utilizado como un medio de transporte en los funerales y en la esfera religiosa, elevada a símbolo de las embarcaciones rituales, como lo atestiguan la importante documentación iconográfica y literaria conservada.
| G43 | M17 | G1 | P3 |

| G43 | M17 | G1 | P3 |

## Iconografía, función y significado

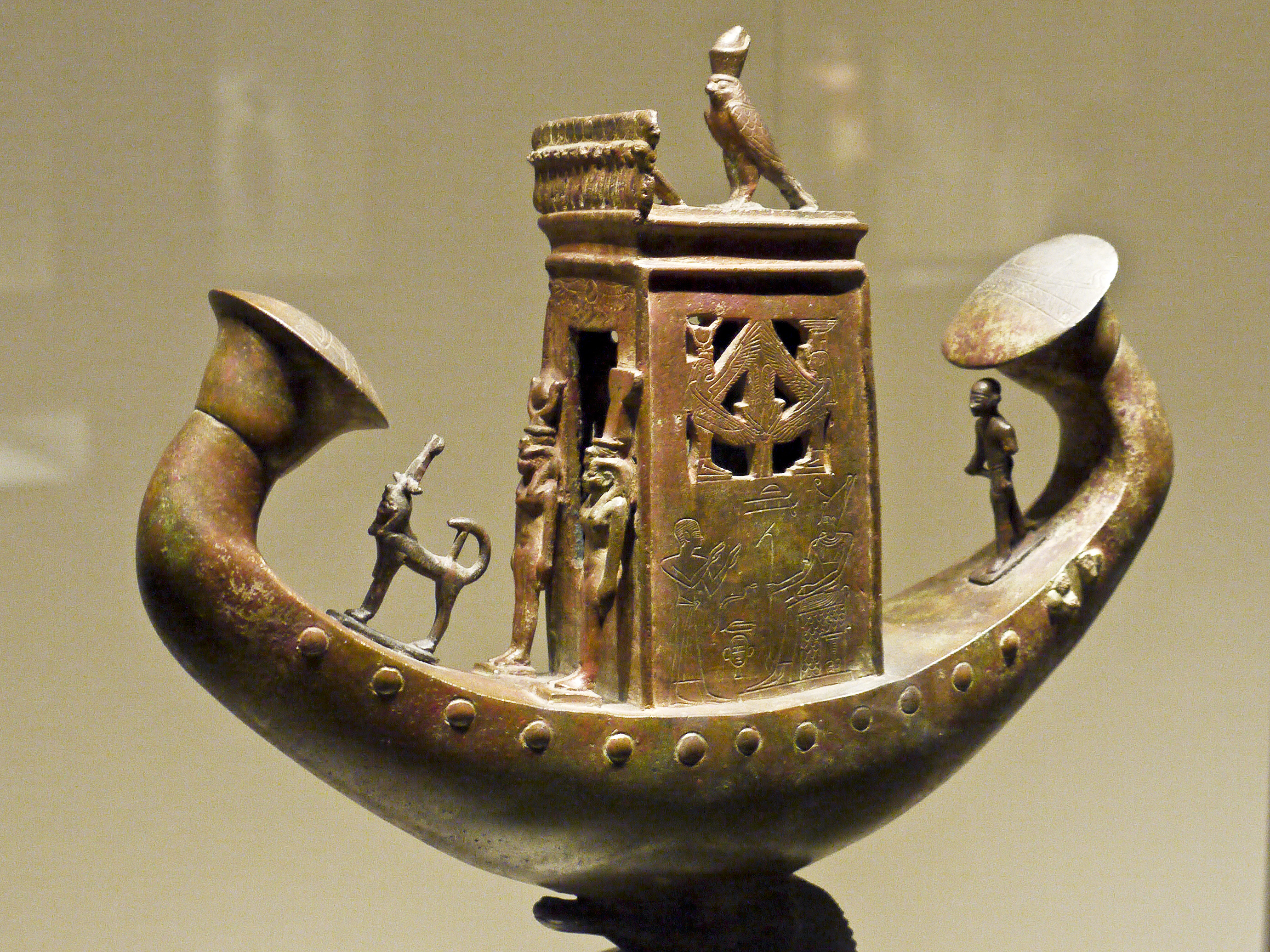
Barca solar de Dyedher. Dinastía XXX.

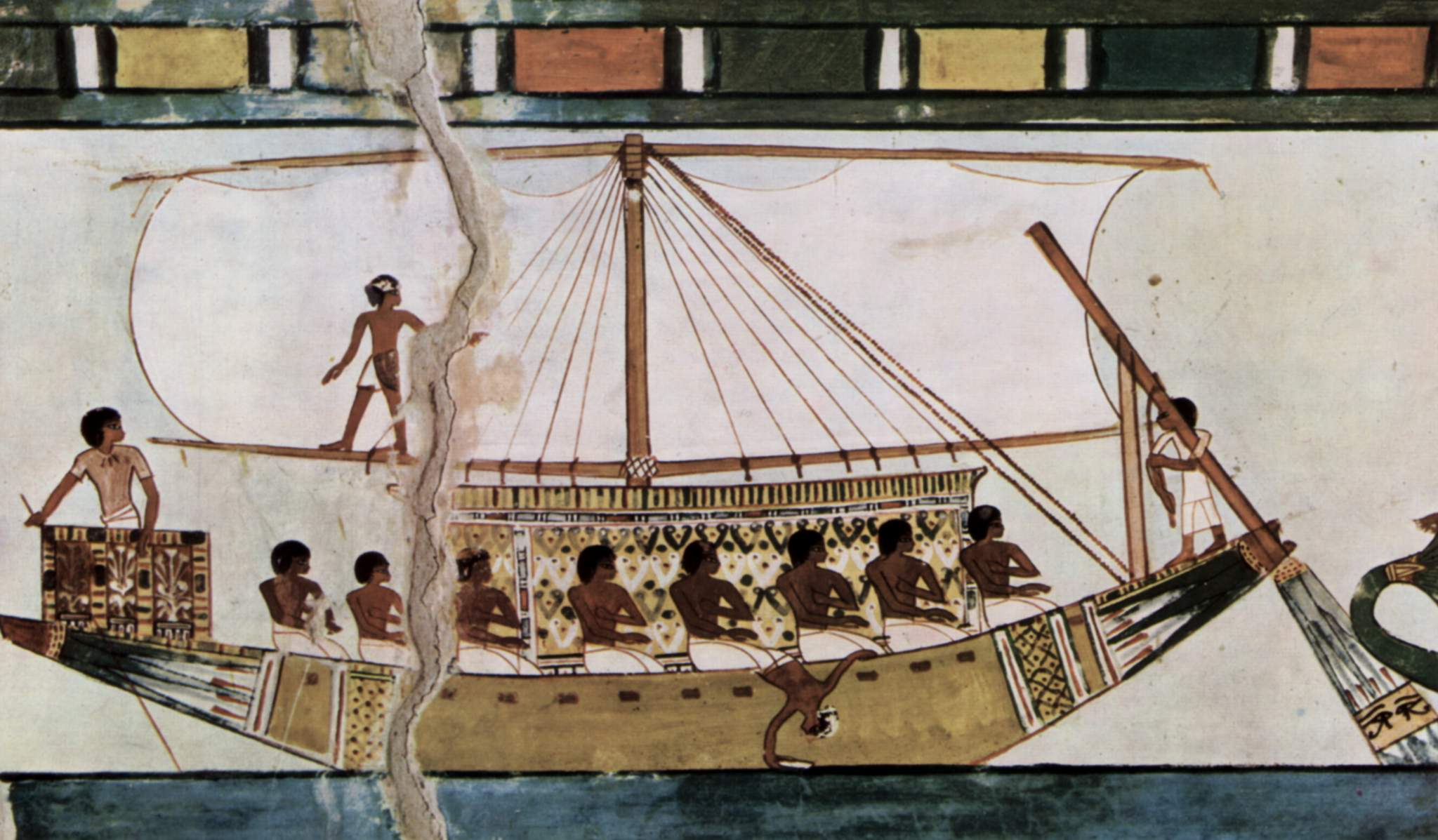
Procesión funeraria a Abidos con la barca que llevaría los cuerpos de Menna y su esposa. Tumba de Menna.

Maqueta de barco con remeros y marquesina, bajo la cual se encuentra un sarcófago; desde 1980 hasta 1939 a.C. (Imperio Medio). Museo Egizio, Turín.

En la iconografía, estas barcas fueron siempre representadas en forma de media luna, por lo general con la popa en forma de gancho, con sólo dos remos, proa y en la cubierta un santuario portátil. Estaban hechas principalmente de papiro y solamente las destinadas al faraón y al clero, se construían de madera procedente de Siria y Fenicia, puesto que en el valle del Nilo solo crecían pequeños árboles que proporcionaban una madera no adecuada para construir barcos.
Para la población del valle del Nilo, que todavía no conocía la rueda, la principal vía de comunicación era el río Nilo, por lo que la barca se convirtió rápidamente, por transposición, en objeto de dominio de los dioses y de lo sagrado. De esta forma, tanto los faraones y, posteriormente los nobles y finalmente el pueblo común, creían que con estas barcas podrían alcanzar la Duat, el reino de los muertos entre las estrellas.
En el cielo, que los egipcios consideraban un río, el difunto se consideraba 'justificado' y viajaba hacia el occidente con Ra en su barca solar y juntos llegaban a la Duat, aunque ningún texto egipcio lo describe claramente (la evolución de las diversas doctrinas religiosas difumina la descripción del propio viaje).
De hecho, ya en el Reino Medio, la barca sagrada que se utilizaba en el ámbito funerario era la representación de la de Osiris, a la que se la llamaba Neshmet, con la que el difunto navegaba a Abidos para reunirse con su dios en la ultratumba. Los nobles preparaban este viaje utilizando modelos de barcas de madera, de manera similar a los ushabti, situando en su cubierta un sarcófago en miniatura.
Como se indica en los Textos de las Pirámides, para permitir que el rey difunto viaje a la Duat, varios faraones quisieron ser enterrados con varios tipos de barcos de madera, a escala natural, cerca de algunas pirámides, como parte integral de su ajuar funerario. En el Reino Antiguo, por ejemplo, un soberano como Keops se hizo sepultar acompañado hasta de cinco barcas (en cinco fosos) cerca de su pirámide.
Después se han identificado cuatro barcas, gracias a los Textos de las Pirámides, como barcas Sejem, donados por los dioses de los cuatro puntos cardinales al rey difunto que le permitirían alcanzarlos. La quinta barca, sin duda era la propiamente funeraria que llevaba al gran gobernante, tal vez hasta el Templo del valle atravesando la vía procesional hasta llegar a su pirámide.
Pero esto no excluye que también pueda servir simbólicamente al Ka del soberano para comenzar el viaje para alcanzar la barca solar de Ra, y por estas razones, después del último viaje, los barcos de Keops fueron cuidadosamente desmontados y ocultos con el fin de permitir su utilización posterior.
Otros barcos fueron encontrados en Abidos en las tumbas de los reyes del Reino Antiguo siendo numerosos los fosos de naves, construidos con ladrillos de barro y que, por desgracia, se han encontrado vacíos, como los descubiertos en Saqqara, cerca de las tumbas de la dinastía I, descubiertos por W. B. Emery en 1939.
Pero ya mucho antes, en 1894, en Dahshur, el egiptólogo Jacques de Morgan había desenterrado seis barcas de madera de 10 metros de largo, de la dinastía XII.

## Barcas de divinidades

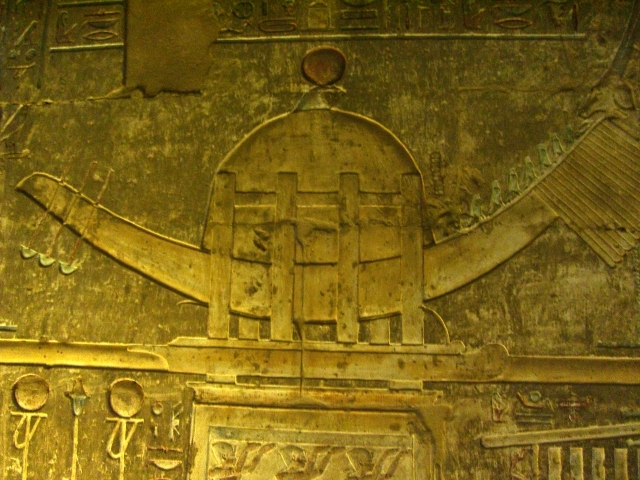
Henu, la barca sagrada del dios Sokar.

Las barcas fueron utilizadas en las ceremonias religiosas propias de cada deidad, con su égida correspondiente, y se las situaba en el denominado reposadero de la barca, la zona más secreta e inaccesible de los templos egipcios. Durante las fiestas, el naos portátil con la estatua de la divinidad eran colocados en la barca que era llevada a hombros en procesión por sacerdotes, como en la Fiesta de Opet o la Bella Fiesta del Valle.
Las barcas sagradas más elaboradas se construyeron durante el reinado de Hatshepsut y pueden verse, en relieves, las barcas de la tríada tebana: Amón, Mut y Jonsu.
Cuando debían emprender el viaje en la barca, sobre la cubierta se situaba un santuario portátil, usualmente, con el techo decorado con un friso de ureos además de jeroglíficos en las paredes con los títulos reales. La estatua de la divinidad se colocaba en su interior. La proa y la popa se decoraba con las cabezas de los símbolos de cada divinidad. Así, carnero para Amón, hombre para Jonsu, mujer para Mut.
Las barcas sagradas de las principales divinidades tenían su propio nombre:
- Brillante de aspecto, nombre dado a la barca sagrada del dios Jonsu.[4]
- Grande de amor, apelativo de la barca dedicada al dios Min.[4]
- Henhenu, nombre de la barca sagrada del dios Atum, que la utilizó para emerger del caos, como se cita en los Textos de los Sarcófagos.[5]
- Henu o Hennu, barca procesional de Sokar[5] con un aspecto inconfundible. De hecho, sobre el naos, el dios con aspecto de halcón, y su proa estaba adornada con una cabeza de antílope. Cuando se utilizaba en las fiestas de Ptah-Sokar se colocaba en un trineo.[6] Era utilizada en las fiestas menfitas, desde la dinastía I, donde se portaba alrededor del Muro Blanco, por lo que es una de las más antiguas.[6]
- Nedyemdyem o "Barca de la voluptuosidad", atribuida al dios Ra.
- Neshmet o Kha'emet,[4] barca deOsiris utilizada durante la fiesta de los Misterios de Osiris para ser transportada por el río Nilo, junto a la estatua del dios como Osiris vegetante, en solemne procesión que tenía lugar en el cuarto mes del año, llamado joiak.
- Señora del amor, nombre de la barca sagrada de Hathor sobre la que se colocaba la estatua de la diosa con motivo de la fiesta anual del Buen Encuentro.[7]
- Uret (transliterado Wrt, barca utilizada en la ceremonia de los 'Misterios de Osiris' solo al final, y por vía terrestre, para el último tramo  del transporte de la estatua del dios hasta su tumba. Está entre las más antiguas del período tinita, en Peqer.[8]
- Userhat-Amón o La poderosa proa de Amón (transliterado, Jmn-wsr-ḥ3t), barca sagrada de Amón.

## Galería de imágenes

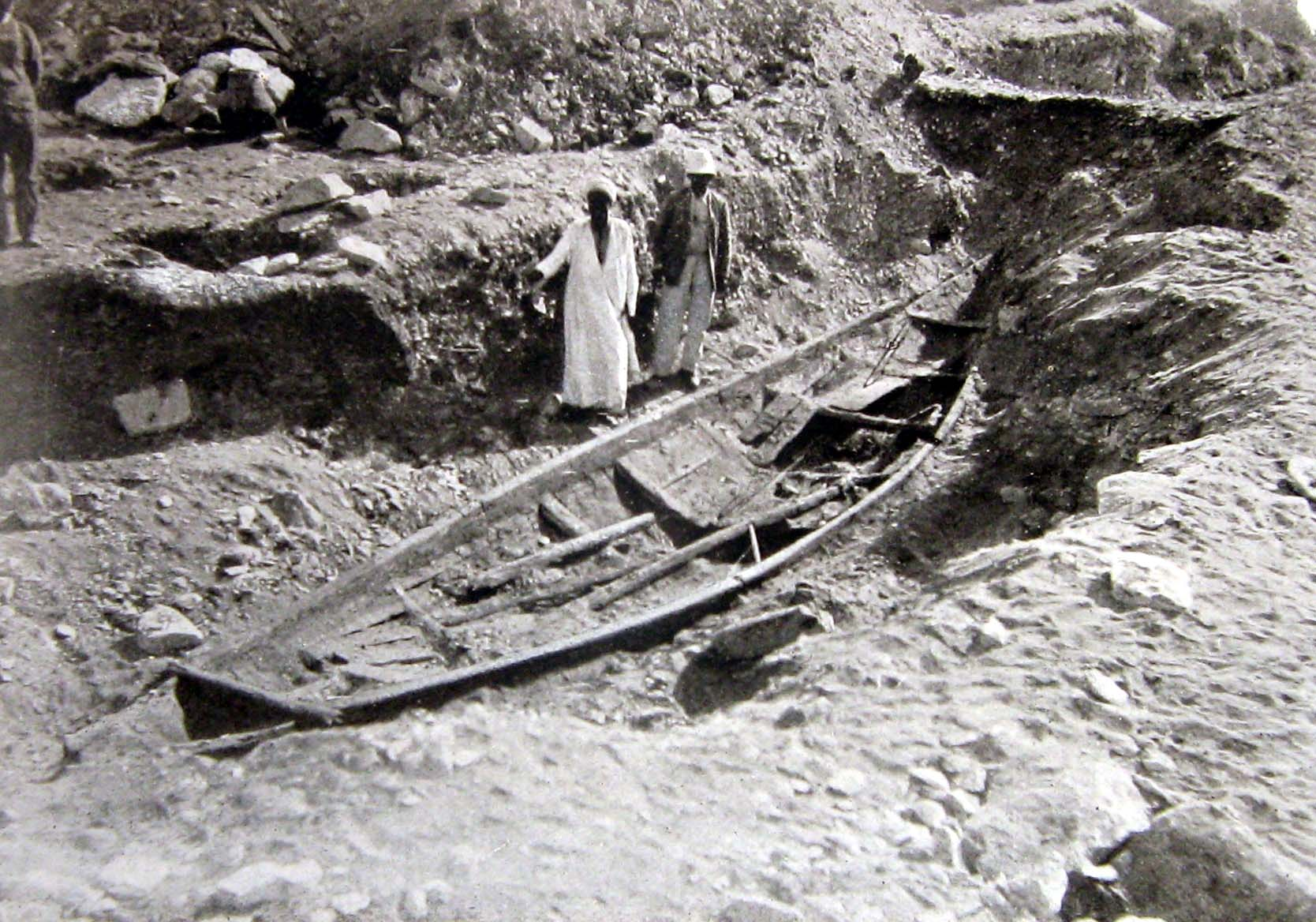
Barca de Sesostris III descubierta en Dhashur en 1894
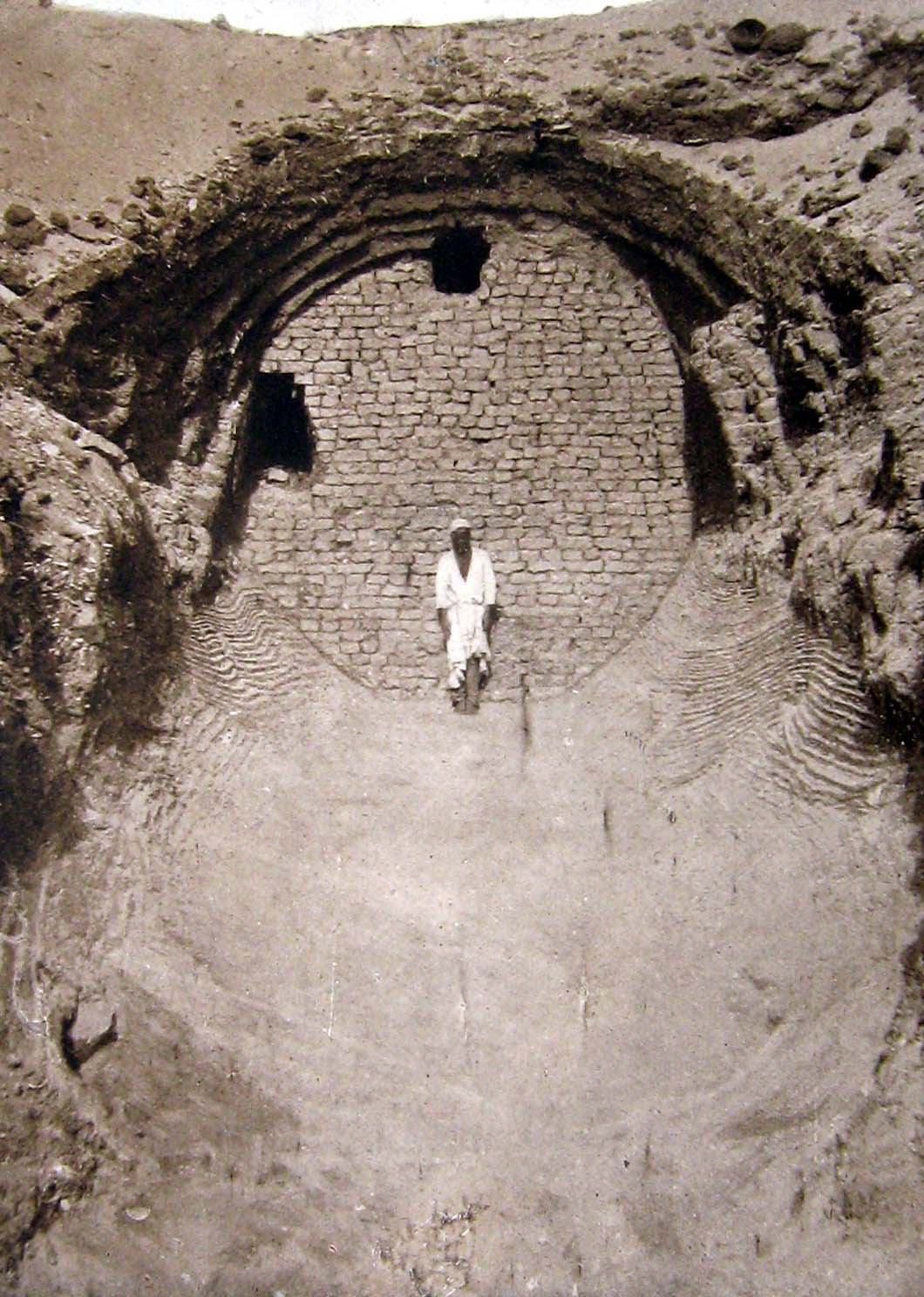
Fosa de barca en ladrillo de adobe en Dahshur
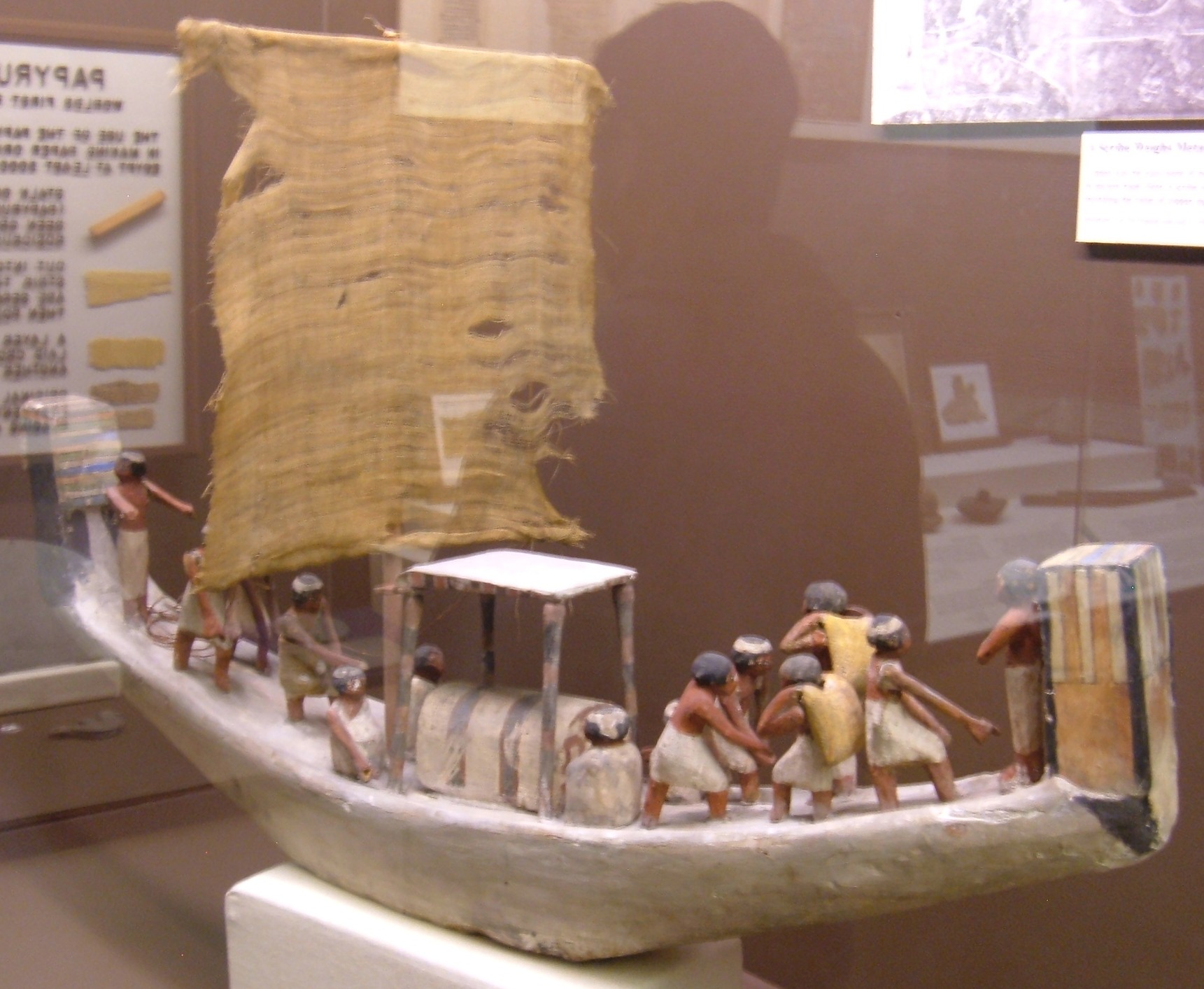
Modelo en miniatura de barca sagrada de tipo funerario con sarcófago
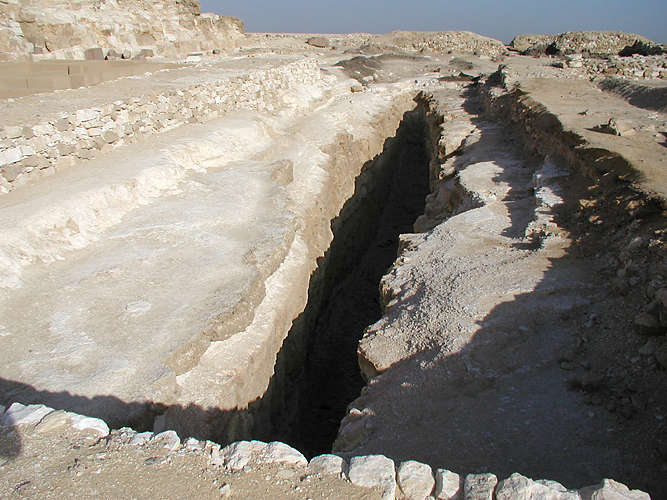
Fosa de la barca para uso funerario de Dedefra
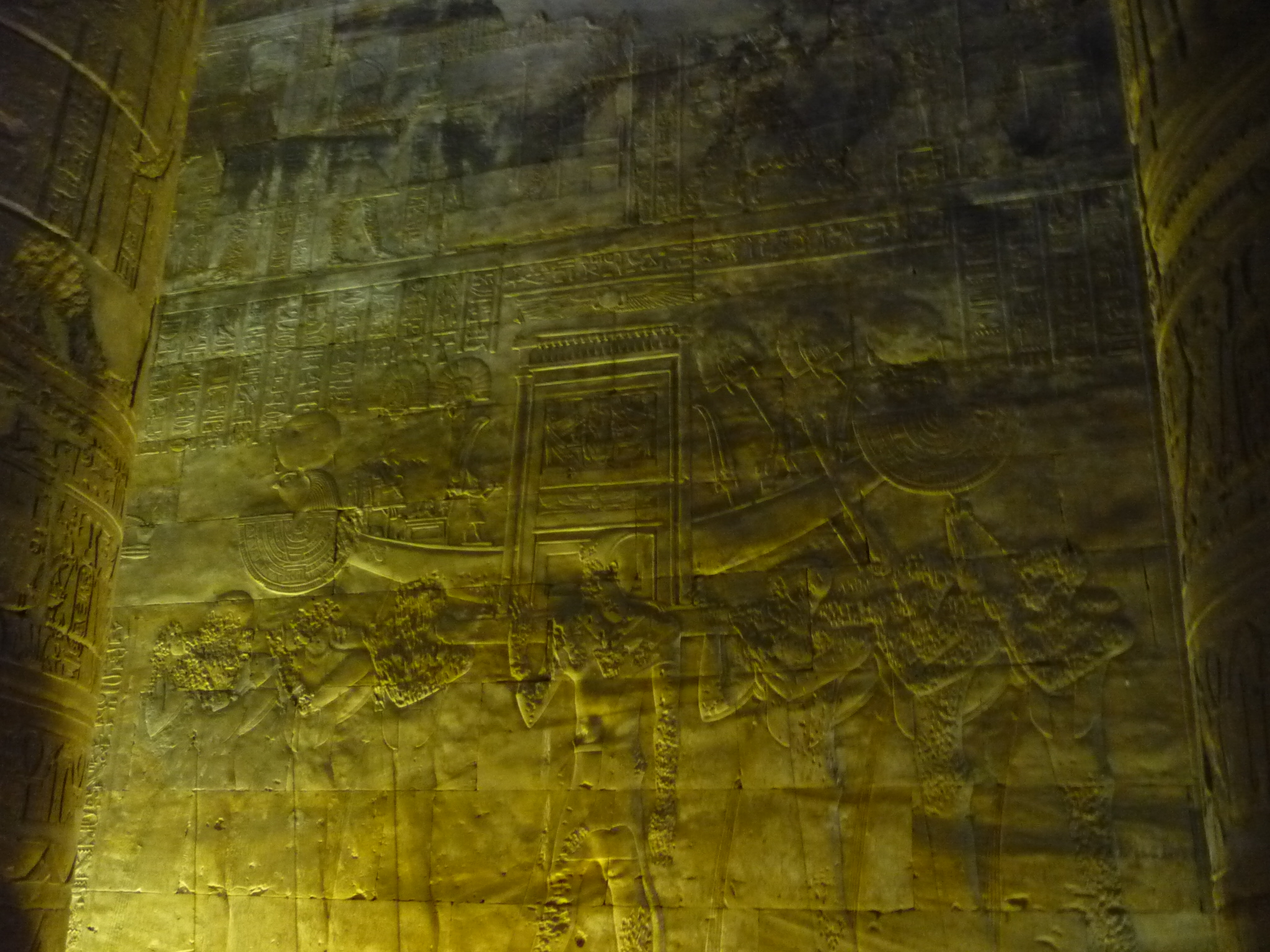
Relieve con procesión y barca para uso religioso